# Gareth Wyn Williams
Gareth Wyn Williams, Baron Williams of Mostyn (* 5. Februar 1941; † 20. September 2003 in Evenlode) war ein britischer Politiker.
Williams wurde in einem Taxi geboren, das sich bei Prestatyn in Nord-Wales auf dem Weg nach Mostyn befand.
Er schloss sein Studium der Rechtswissenschaften am Queens’ College der University of Cambridge als Bachelor of Law (1964) und Master of Arts (1965) ab und wurde 1965 an der Gray’s Inn als Barrister zugelassen. In der Folgezeit absolvierte er eine Juristenkarriere an verschiedenen Gerichten des Landes. 1978 wurde er zum Kronanwalt (Queen’s Counsel) ernannt. 1992 wurde er als Baron Williams of Mostyn, of Great Tew in the County of Oxfordshire, zu einem Life Peer erhoben und erhielt damit einen Sitz im House of Lords.
Nach dem Wahlsieg der Labour Party 1997 war er in wechselnden Positionen als Unter-Staatssekretär und Staatsminister Mitglied der Regierung Tony Blairs. Von 1999 bis 2001 war er als Nachfolger von John Morris Attorney General für England und Wales sowie Nordirland. 2001 wurde er zum Leader of the House of Lords und Lordsiegelbewahrer ernannt. In dieser Position unterstützte er die Reformbemühungen Blairs, die auf eine Beschränkung der politischen Macht des Erbadels abzielten und zum House of Lords Act 1999 führten.
Im Alter von 62 Jahren starb Lord Williams of Mostyn an einem Herzinfarkt. Er hinterließ vier Kinder aus zwei Ehen.